# Milejów
Milejów [pronunciación en polaco: /miˈlɛjuf/] es un pueblo ubicado en el municipio (gmina) de Rozprza, en el distrito de Piotrków, voivodato de Lodz (Polonia). Según el censo de 2011, tiene una población de 453 habitantes.
Está situado aproximadamente a 8 kilómetros al noreste de Rozprza, a 7 kilómetros al sur de Piotrków Trybunalski y a 52 kilómetros al sur de la capital regional, Lodz.